# Maison Anne Frank
La Maison Anne Frank est un musée consacré à la jeune fille écrivaine juive de la Seconde Guerre mondiale Anne Frank, situé à Amsterdam, aux Pays-Bas, sur les bords du Prinsengracht, l'un des principaux canaux de la ville.
Elle, sa famille et quatre autres personnes se sont cachées de la persécution nazie dans des chambres à l'arrière de la maison attenante, sise au no 263 Prinsengracht, siège de la société Opekta (laquelle était la propriété d'Otto, le père d'Anne), dont l'entrée était cachée par un passage secret.
Destiné à la préservation de la cachette — connue en néerlandais comme 't Achterhuis (« L'annexe secrète ») — et exposant la vie et l'époque d'Anne Frank, le musée est aussi un espace de mise en évidence de toutes les formes de persécution et de discrimination.

## Sauvée de la démolition

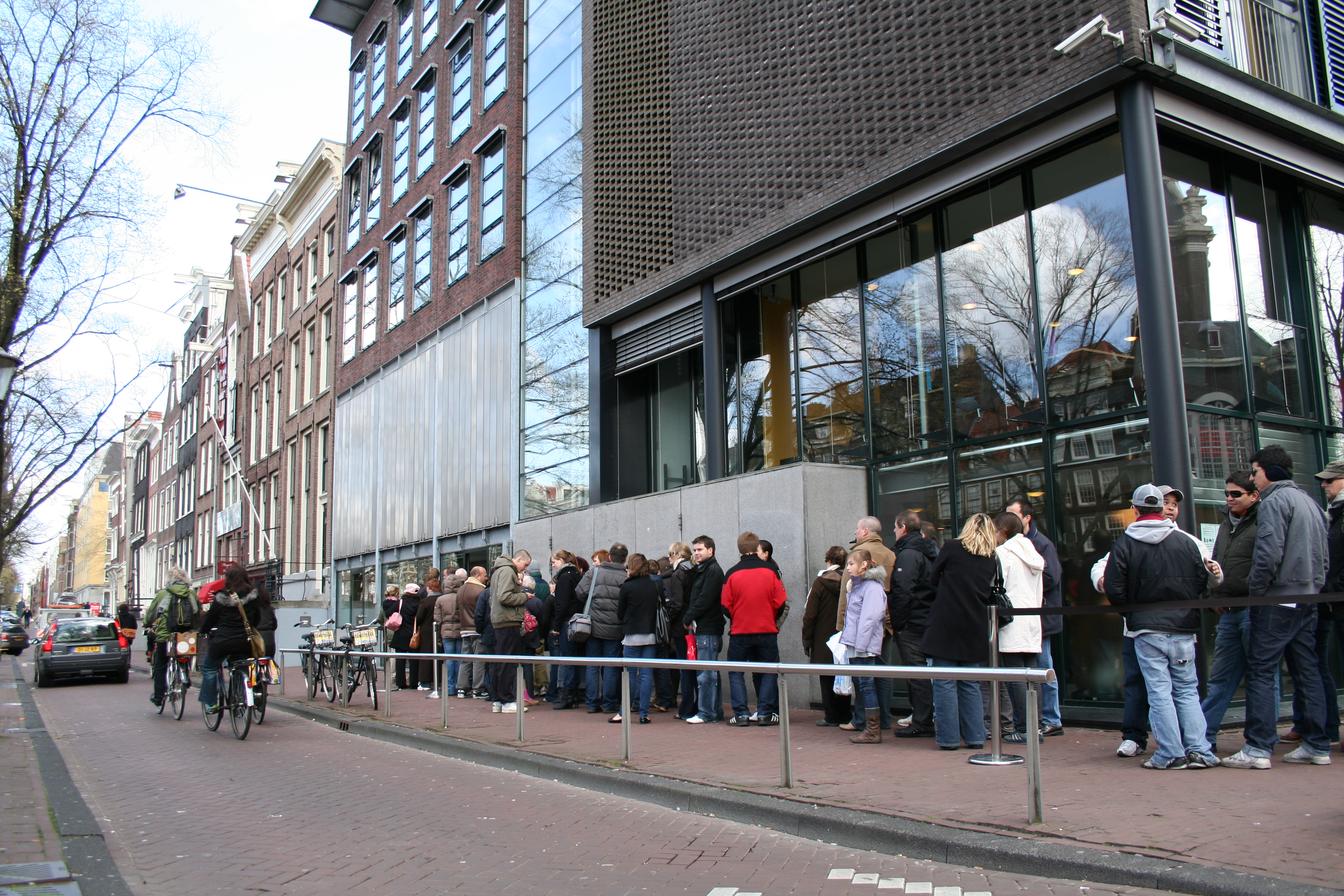
L'entrée du musée. La maison elle-même peut être aperçue une centaine de mètres plus loin sur le Prinsengracht

Après la Seconde Guerre mondiale en 1950, la maison en mauvais état fut convoitée (avec les autres bâtiments environnants situés à l’angle du Prinsengracht et du Westermarkt) par l’usine de textile Berghaus qui envisageait de les raser afin d’y construire un nouveau bâtiment d’exploitation. Otto Frank ne s'y résout pas et loue le bâtiment du 263 au marchand de vieux papiers qui l'avait acheté en 1943. Il convient avec ce propriétaire qu’en cas de vente éventuelle il sera le premier à pouvoir faire affaire avec lui. En 1953, la société Opekta achète le bâtiment pour 22 000 florins, mais doit revendre l'édifice à Berghaus en 1954 pour 30 000 florins. C'est uniquement grâce à quelques proches d’Otto Frank – et à la pression de l’opinion publique – que le 263 Prinsengracht sera sauvé de la démolition.
À l’occasion de son 75e anniversaire, la firme Berghaus renonce à ses projets immobilier et fait don en 1957 du 263 Prinsengracht à la Maison Anne Frank. En 1957, la fondation Anne Frank est créée dans l'objectif premier de permettre au public de visiter le bâtiment mais aussi, comme le stipulent les statuts, pour diffuser les idéaux d’Anne Frank. Les bâtiments adjacents tombent cependant dans les mains d’un promoteur qui a l’intention de construire un immeuble de huit étages à l’angle du Prinsengracht et du Westermarkt. La fondation et le promoteur immobilier entament alors une série de négociations concernant l’achat de l'intégralité des bâtiments pour la somme de 350 000 florins. À l'époque, le maire d'Amsterdam, Van Hall, s’implique personnellement afin de rassembler cette somme et lance un appel aux dons par une lettre adressée à cinq mille personnes et institutions. Plus de la moitié du montant nécessaire est recueilli. En 1958, afin d’assurer la consolidation du 253 Prinsengracht, la municipalité entreprend en coopération avec l’Université d'Amsterdam, un projet de construction d'une maison d’étudiants à l’angle de Prinsengracht et du Westermarkt qui permet de rassembler la somme restante pour racheter tout le complexe.
Le musée ouvre le 3 mai 1960.
La même année, Shelley Winters fait don de son premier Oscar de la meilleure actrice dans un second rôle, obtenu pour Le Journal d'Anne Frank, à la Fondation Anne-Frank. On peut aujourd'hui admirer la mythique statuette dorée dans le musée jouxtant l'immeuble.
Depuis cette date, la Maison Anne Frank a subi deux phases de rénovations majeures : 
- L’Annexe a été réhabilitée afin de la conserver dans son état d’origine. La partie de l’immeuble du 263 Prinsengracht ainsi que le bâtiment mitoyen du 265 ont été, au fil des années, l’objet de nombreux réaménagements pour les besoins du musée.
- Dans les années 1990, la résidence pour étudiants construite à la fin des années 1950 à l’angle du Prinsengracht et du Westermarkt par l'Université a été démolie pour être remplacée un bâtiment intégrant des espaces du nouveau musée, des bureaux pour le personnel et de nouveaux logements pour étudiants.